# Fomboni
Fomboni – miasto w Komorach, na wyspie Mohéli; ośrodek administracyjny prowincji Mohéli; 12 881 mieszkańców (2003). Trzecie co do wielkości miasto Komorów.